# Loi sur la neutralité religieuse
Lire en ligne

Projet de loi no 62 : Loi favorisant le respect de la neutralité religieuse de l’État et visant notamment à encadrer les demandes d’accommodements pour un motif religieux dans certains organismes (Assemblée nationale du Québec)

La Loi favorisant le respect de la neutralité religieuse de l’État et visant notamment à encadrer les demandes d’accommodements pour un motif religieux dans certains organismes, connue sous le nom de Projet de loi no 62, interdit aux fonctionnaires et aux usagers le port de vêtements dissimulant le visage au moment de l'octroi et de la réception de services publics.
Cette loi est perçue essentiellement comme étant une mesure législative anti-voile intégral, ce dont se défendent ses rédacteurs.
Proposée par la ministre de la Justice Stéphanie Vallée le 10 juin 2015, elle fut adoptée le 18 octobre 2017 par le gouvernement libéral de Philippe Couillard à 66 voix contre 51, l'ensemble des députés du Parti libéral du Québec ainsi que le député indépendant (ex-libéral) Gerry Sklavounos votant en sa faveur.
La Loi 62 est critiquée par plusieurs mais pour des raisons opposés : certains y voient une mesure discriminatoire à l'égard de certaines femmes musulmanes alors que d'autres, partisans d'une laïcité plus affirmée, y voient une porte ouverte à l'acceptation de toutes demandes d'accommodements religieux, même les plus rigoristes.

## Historique

### Laïcité et accommodements raisonnables
Autrefois une société à prédominance catholique, le Québec est devenu depuis la Révolution tranquille une société sécularisée. Au tournant des années 1960, la population francophone catholique  délaisse massivement les pratiques et les croyances religieuses. Toutefois, le Québec accueille un nombre considérable d'immigrants qui ont différentes approches quant à l’importance qu’il faut donner à la religion. Les politiques d'immigration québécoises, qui privilégient les candidats francophones, favorisent notamment les ressortissants de la France et de la Belgique, mais aussi de pays du Nord de l'Afrique (Tunisie, Algérie, Maroc, etc.) et des autres pays africains.
Depuis une dizaine d'années, le Québec est touché par divers débats portant sur la place de la religion dans la société et sur les accommodements raisonnables de nature religieuse. Instituée en février 2007 par le premier ministre Jean Charest pour se pencher sur cette question, la Commission Bouchard-Taylor a proposé dans son rapport dévoilé en mai 2008 d'inscrire les principes d'interculturalisme et de laïcité ouverte dans la loi et d'interdire le port de symboles religieux aux agents de l'État en position d'autorité, tels que les policiers, les gardiens de prison et les juges.

### Précédents projets de loi
Le 24 mars 2010, le gouvernement Charest a déposé le Projet de loi no 94 prévoyant que les services de l'État devraient se donner et se recevoir à visage découvert, mais celui-ci ne fut jamais adopté. Le 7 novembre 2013, le gouvernement Marois a déposé un projet de Charte des valeurs québécoises. En vertu de cette Charte, le port de symboles religieux ostentatoires aurait été interdit pour tous les employés des secteurs publics et parapublics, y compris les enseignants et les éducatrices en garderie. Le Parlement du Québec fut dissous avant que ce projet de Charte des valeurs ne puisse être adopté.

### Dépôt du Projet de loi 62
Le 10 juin 2015, la ministre de la Justice Stéphanie Vallée a déposé le Projet de loi no 62 sur la neutralité religieuse de l'État en même temps que le Projet de loi no 59 sur la lutte contre les discours haineux.

## Les principes posés par la loi
La Loi sur la neutralité religieuse de l'État reprend le principe du défunt Projet de loi no 94 du gouvernement Charest, à savoir que tout service public devrait se donner et se recevoir à visage découvert. Cette obligation ne s'applique toutefois pas aux fonctionnaires si les conditions de travail exigent de se couvrir le visage. Elle peut aussi être sujette à un accommodement. Dans le texte de loi, on ne trouve aucune mention du niqab, de la burqa ou de tenues traditionnelles musulmanes qui cachent partiellement ou entièrement le visage des femmes.
La loi prévoit dans son préambule que le personnel des organismes publics ne doit ni favoriser ni défavoriser une personne en vertu d'une appartenance ou d'une non-appartenance à une religion, ce qui constitue la « neutralité religieuse » aux yeux de cette loi. Le concept de neutralité religieuse n'est toutefois pas défini explicitement dans le texte de loi.
La Loi 62 prévoit sous quelles conditions un accommodement de nature religieuse peut être considéré raisonnable et spécifie qu'elle ne peut être interprétée comme pouvant porter atteinte au patrimoine culturel et religieux du Québec. L'article 11 prévoit qu'un accommodement pour motif religieux peut être accordé s'il répond à cinq critères : 1° la demande est sérieuse, 2° l'accommodement demandé respecte l'égalité entre les femmes et les hommes, 1° ainsi que le principe de la neutralité religieuse de l'État, 1° l'accommodement ne représente aucune contrainte excessive et 1° le demandeur a activement participé à la recherche d'une solution.
Enfin, la Loi sur la neutralité religieuse modifie la Loi sur les services de garde éducatifs à l’enfance pour garantir que les services de garde subventionnés n'incluent pas d'apprentissage religieux dans leur programme éducatif et que l'admission ne soit pas conditionnelle à l'appartenance à une croyance religieuse.

## L'interprétation de la loi

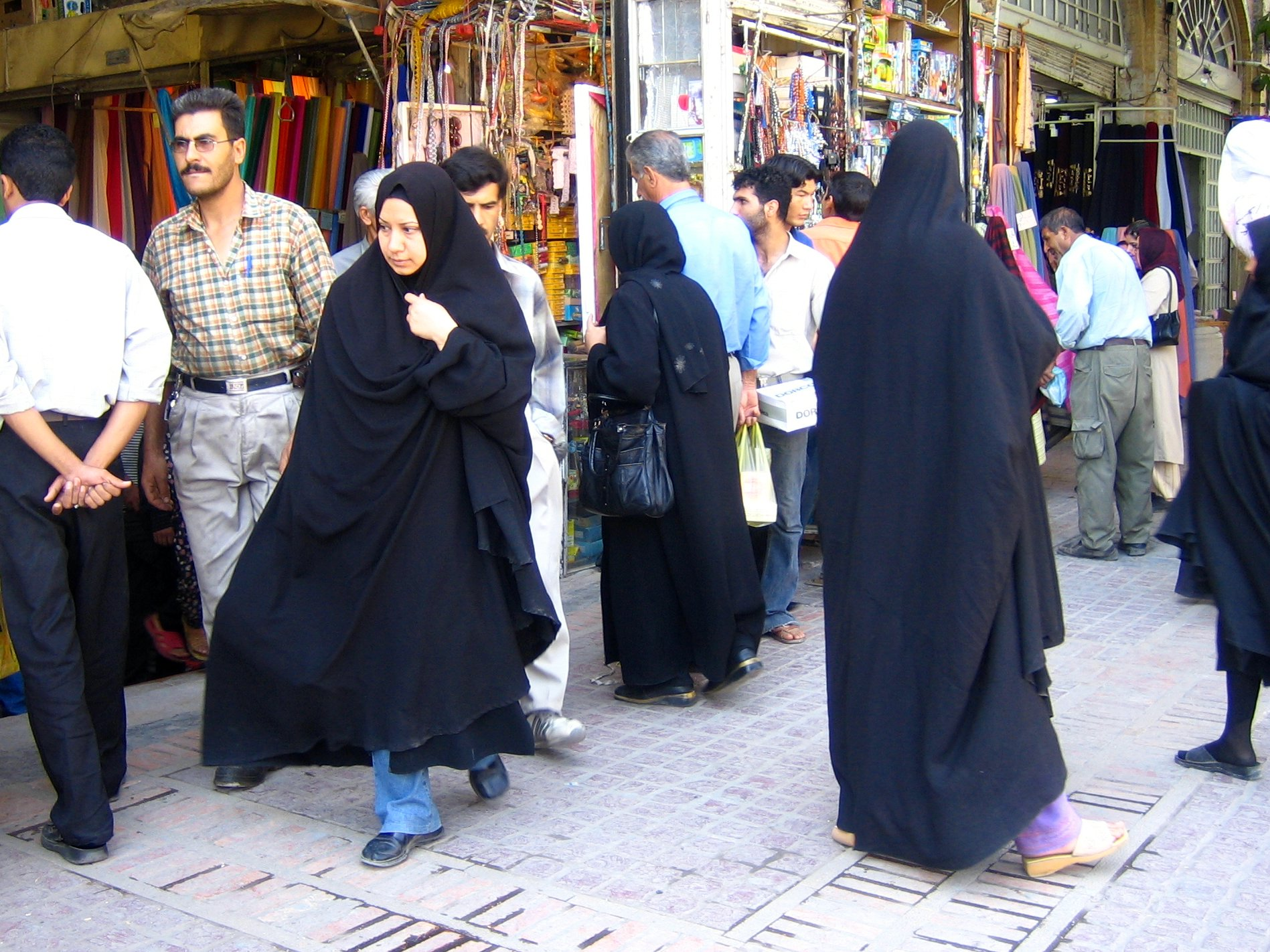
Femmes iraniennes en tchador, vêtement autorisé
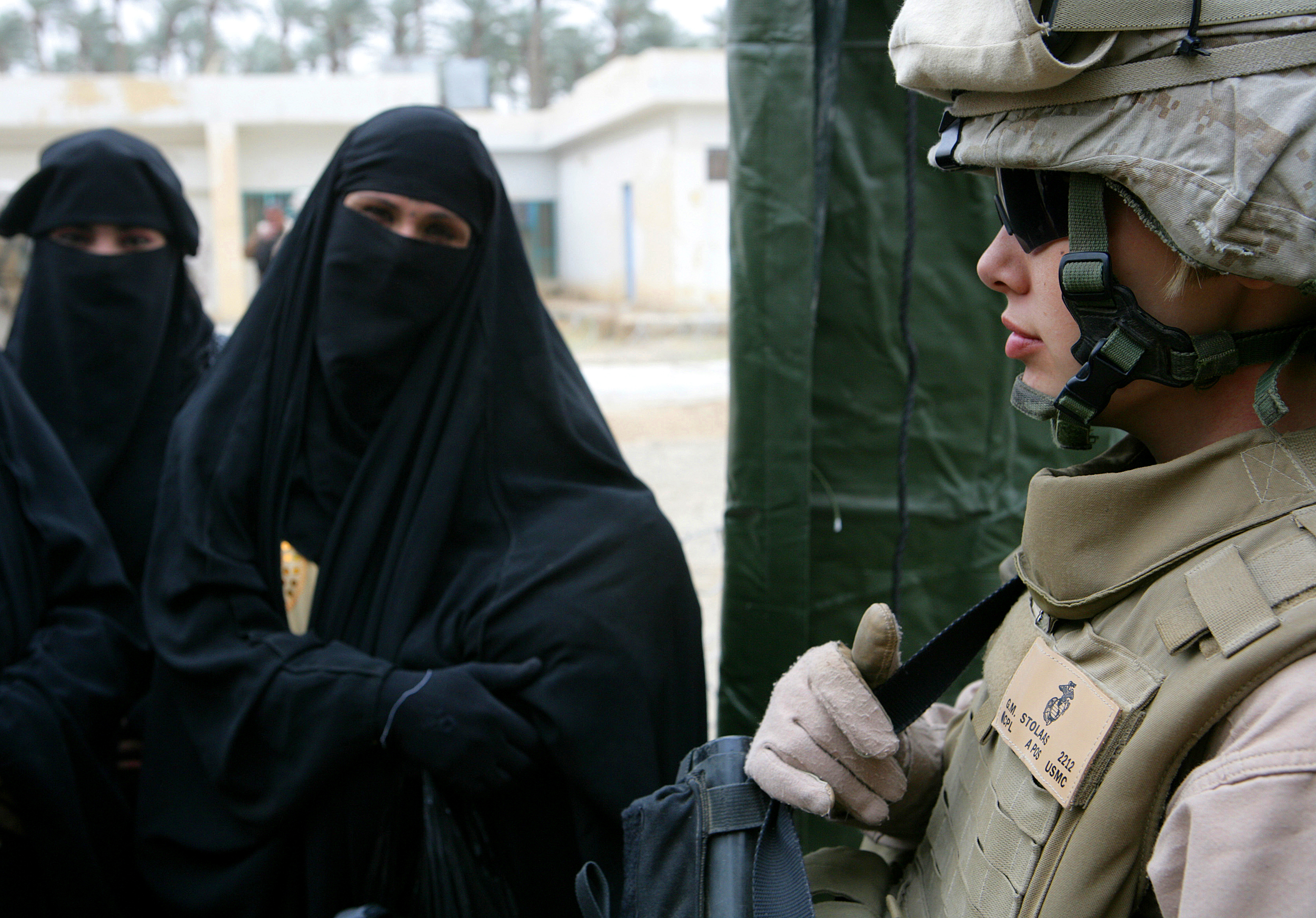
Femmes irakiennes en niqab, vêtement défendu
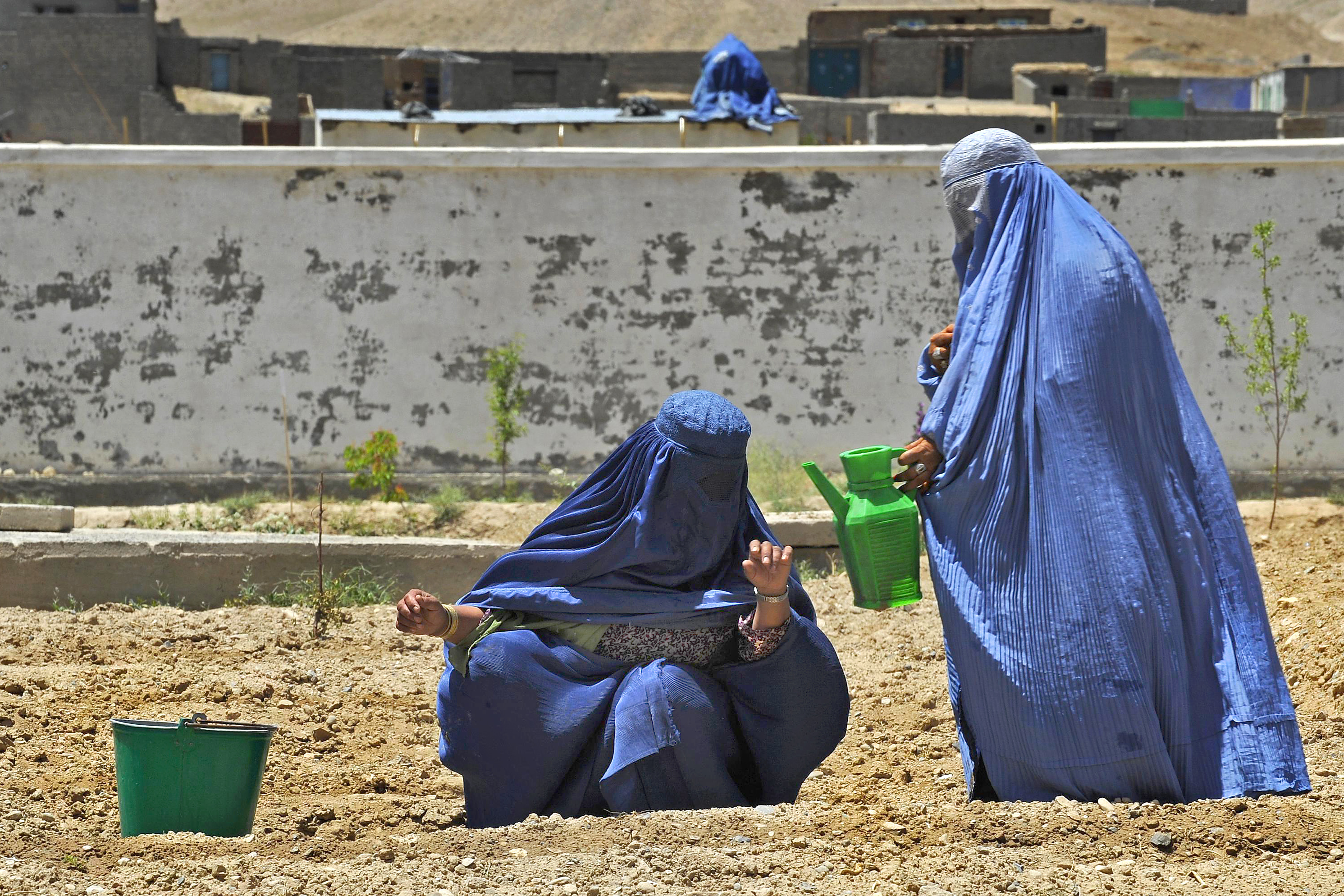
Femmes afghanes en burqa, vêtement défendu

Le contenu de la Loi 62 a rapidement fait l'état d'interprétations divergentes, particulièrement en ce qui concerne les modalités de la réception de services publics à visage découvert. La rédactrice du Projet de loi, la ministre de la Justice Stéphanie Vallée, a indiqué que l'interdiction d'avoir le visage couvert concernait autant le voile intégral (niqab et burqa) que d'autres accoutrements tels que bandana, cagoule et lunettes à verres fumés et se justifiait par des motifs liés à la communication, à l'identification et à la sécurité.
Les lignes directrices permettant de préciser le sens des articles de la loi auraient dû être soumises par décret ministériel au plus tard le 30 juin 2018. Face à « l'escalade » suivant l'adoption du projet de loi, la ministre Stéphanie Vallée a décidé le dimanche 22 octobre d'annoncer dès le début de la semaine les règles d'application concernant la prestation ou la réception de services publics à visage découvert ; celles concernant l'octroi d'accommodements raisonnables devant être annoncées plus tard.
La ministre de la Justice Stéphanie Vallée a d'abord affirmé que, dans le cas du transport urbain, les usagers devraient avoir le visage découvert pendant toute la durée du trajet. Le 24 octobre, elle s'est rétractée, affirmant plutôt que les passagers devraient se dévoiler seulement au moment de monter à bord, s'ils possèdent un laisser-passer comportant une photo. Madame Vallée a aussi affirmé que les étudiants de niveau collégial et universitaire devraient avoir le visage découvert pendant les cours, mais que ce ne serait pas nécessaire lors d'une conférence. La ministre de l'Enseignement supérieur, Hélène David, a de son côté indiqué que le visage découvert serait requis lors d'un examen ou pour accéder à la bibliothèque, mais que ce ne serait pas le cas lors des cours, contredisant ainsi sa collègue.
Des universités et services de transport en commun ont indiqué que la Loi 62 aura peu d'impact sur leur fonctionnement, ceux-ci ayant déjà adopté des mesures pour faire face à des personnes demandant de recevoir des services à visage couvert.

## Réactions politiques à la loi
Les trois partis d'opposition à l'Assemblée nationale ont voté contre l'adoption du projet de loi. Le Parti québécois et la Coalition avenir Québec souhaitent une loi plus stricte sur la laïcité, qui reprendrait la recommandation de la Commission Bouchard-Taylor d'interdire le port de symboles religieux aux policiers, aux gardiens de prison et aux juges. De son côté, les députés de Québec solidaire ont souligné qu'en vertu de ce projet de loi « Une femme qui a le visage couvert pourrait aller dans une librairie mais pas dans une bibliothèque puisque l'une est privée, l'autre est publique ».
Le 22 octobre, des militants du parti Québec solidaire ont organisé une manifestation dans le métro de Montréal ; les manifestants étant invités à franchir les tourniquets avec le visage couvert. Le 24 octobre, les députés solidaires ont déposé une motion en Chambre pour que le Bureau de l'Assemblée nationale discute de la possibilité de retirer le crucifix accroché au-dessus du siège du président de l'Assemblée ; le Parti libéral et la CAQ ont refusé d'accorder leur assentiment au dépôt de cette motion, seul le Parti québécois l'ayant appuyé.
L'Union des municipalités du Québec (UMQ) a fait savoir qu'elle juge la loi est inapplicable et que « la mise en œuvre de cette loi créera de nombreux malaises et problèmes au lieu de favoriser le vivre ensemble ». Le maire de Montréal Denis Coderre a fait savoir à plusieurs reprises qu'il n'appliquerait pas la Loi 62 dans sa ville,,,.
En Ontario, l'Assemblée législative a appuyé à l'unanimité une motion condamnant la loi québécoise. La première ministre de l'Alberta Rachel Notley a condamné la Loi 62 et parlé d'« un jour triste pour le Canada ». De son côté, le premier ministre fédéral Justin Trudeau a fait savoir qu'Ottawa « va prendre ses responsabilités ». Il s'inquiète par ailleurs que la Loi 62 puisse encourager le harcèlement à l'encontre des femmes musulmanes.

## Critiques de la loi
La Loi 62 fait face à de nombreuses critiques. Certains ont souligné par exemple le fait qu'elle ne prévoit aucune sanction en cas d'infraction.
François Cardinal, chroniqueur à La Presse, critique notamment le fait que cette loi « traite les services donnés et reçus sur un pied d'égalité » et qu'elle s'applique également aux services municipaux, ce qui « est abusif et bel et bien inapplicable » à ses yeux.
L'ancienne députée libérale Fatima Houda-Pepin a critiqué sévèrement la Loi 62, en soulignant notamment que le concept de « neutralité religieuse » n'est nulle part défini dans la loi et en soulignant que l'obligation d'avoir le visage découvert, qui est au cœur du texte de loi, peut paradoxalement faire l'objet d'un accommodement religieux, ce qui pourrait permettre le port du tchador, du niqab et de la burqa à une employée de l'État qui en ferait la demande. Selon Mme Houda-Pepin, tout le poids de l'interprétation de la Loi 62 reposera sur les fonctionnaires, celle-ci n'était pas assez claire,.
Plusieurs associations musulmanes canadiennes ont, dans un communiqué commun, affirmé que la Loi 62 « restreint les droits des Canadiens, en particulier des femmes musulmanes, viole les principes canadiens de liberté de religion et d'expression et établit un critère religieux pour la réception des services publics ». La Commission des droits de la personne et des droits de la jeunesse s'est aussi dite préoccupée que ce texte de loi puisse encourager la discrimination à l'égard des femmes musulmanes.

## L'opinion publique face à la loi
Un sondage pancanadien réalisé du 23 au 25 octobre 2017 indique qu'une majorité de Canadiens (68 %) est favorable ou très favorable à la Loi 62 et ce, dans toutes les provinces du pays. Au Québec, le taux d'appui est le plus élevé, atteignant 76 % des répondants.

## Contestation judiciaire de la loi
Le 7 novembre 2017, un pourvoi en contrôle judiciaire fut déposé à la Cour supérieure du Québec contre l'article 10 de la Loi 62 qui interdit l'octroi et la réception de services publics à visage couvert. Les demandeurs sont Marie-Michelle Lacoste, une Québécoise convertie à l'Islam et qui porte le niqab, l'Association canadienne des libertés civiles ainsi que le Conseil national des musulmans canadiens. Les demandeurs estiment que l'article 10 porte atteinte à la liberté de religion et au droit à l'égalité de certaines femmes musulmanes. Outre l'invalidation de cet article, les demandeurs réclament que son application soit suspendue le temps que les tribunaux se penchent sur sa validité.
La Loi fut contestée devant les tribunaux, ce qui mena un juge de la Cour supérieure du Québec à suspendre l'article 10, portant sur l'obligation de donner et de recevoir des services de l'État à visage découvert, le 30 novembre 2017. Le 28 juin 2018, la Cour maintint la suspension de l'article 10, estimant que les lignes directrices fournies par le gouvernement ne permettaient pas une interprétation claire des modalités d'application dudit article.

## Modifications apportées à la loi
La Loi sur la laïcité de l'État vient apporter des modifications à la Loi favorisant le respect de la neutralité religieuse de l'État.
La nouvelle loi abroge l'article 10 de la Loi 62, qui prévoyait que tout usager des services publics devait faire affaire avec l'État à visage découvert. Ce sont les dispositions de l'article 8 de la Loi sur la laïcité de l'État lui-même qui s'appliqueront.
Le préambule, ainsi que les articles 9 et 15, sont aussi abrogés. Des modifications sont apportées aux articles 1, 12, 17 et 19. Un nouvel article, l'article 17.1, prévoit qu'aucun accommodement ne sera fait quant à l'obligation de neutralité religieuse, à l'exception des dispositions prévues par la Loi 62 elle-même.